# Stade Vuillermet
Pour les articles homonymes, voir Vuillermet.
Le stade Vuillermet est un stade situé à Lyon, dans le 8e arrondissement. Il porte le nom d'un joueur de rugby à XV, Georges Vuillermet, qui joua notamment au Football Club de Lyon.

## Présentation
Le stade est inauguré le 30 décembre 1900 sous son nom initial de stade de la Plaine, situé route d'Heyrieux,, ; il est alors l'enceinte du Racing Club de Lyon. Il est réaménagé ultérieurement par l'architecte Alexandre Audouze-Tabourin,.
En 1902, le Lyon olympique, renommé quelques années plus tard le Lyon olympique universitaire et formé sur les bases du Racing Club de Lyon. Il déménage néanmoins en 1907 au profit du Football Club de Lyon. Le LOU fait son retour au stade Vuillermet dans les années 1950.
Le club de rugby à XV évoluant en Top 14 quitte Vuillermet définitivement en 2011, dans un premier temps vers le Matmut Stadium ; la capacité de l'enceinte est à cette époque d'environ 4 822 places. Le stade Vuillermet reste la base des équipes de football amateur (féminines et masculines) du Football Club de Lyon. Depuis la destruction de la plus ancienne tribune en raison de sa vétusté, la capacité du stade a été ramenée à 3 000 places.
En 2017, le stade accueille une compétition internationale de drones.
En 2023, le FC Lyon envisage de restructurer le site pour en faire un « grand complexe pour allier perfs sportives, sociales et environnementales » inédit en France.